# Ontholestes tessellatus
Espèce
Ontholestes tessellatus est une espèce d'insectes coléoptères de la famille des Staphylinidae.